# San Pedro del Romeral
San Pedro del Romeral település Spanyolországban, Kantábria autonóm közösségben. San Pedro del Romeral Merindad de Valdeporres, Luena, Vega de Pas és Merindad de Sotoscueva községekkel határos. Lakosainak száma 432 fő (2024).

## Népesség
A település népessége az elmúlt években az alábbi módon változott:
| Lakosok száma | 626  | 588  | 565  | 547  | 503  | 477  | 452  | 507  | 460  | 432  |
|               | 2001 | 2004 | 2007 | 2009 | 2012 | 2014 | 2017 | 2019 | 2022 | 2024 |